# Monterosso Almo
Monterosso Almo es una localidad italiana de la provincia de Ragusa, región de Sicilia, con 3.314 habitantes.

Ubicación de la ciudad de Monterosso Almo dentro de la provincia de Pistoia.

## Evolución demográfica
| Gráfica de evolución demográfica de Monterosso Almo entre 1861 y 2001 |
|                                                                       |
| Fuente ISTAT - Elaboración gráfica por parte de Wikipedia             |